# Ferry-Dusika-Hallenstadion
Ferry-Dusika-Hallenstadion er en indendørs multifunktionel sportshal i bydelen Leopoldstadt i Wien. Med op til 7700 pladser er den en af de største atletik- og cykelhaller i Østrig. Hallen er opkaldt efter den tidligere cykelrytter Ferry Dusika (1908-1984), verdensmester i sprint 1932. 
Hallen blev bygget i årene 1972-1976 i anledning af B-VM i håndbold 1977 i kanten af det offentlige parkområde Prater mellem floden Donau og Ernst-Happel-Stadion. En større renoveringsarbejder blev gennemført i årene 1997-1999. Den er det eneste cykelbane i Østrig og samtidig en af landets vigtigste haller til atletik og indendørs ballspilskonkurrencer.
Under Europamesterskabet i fodbold 2008 tjente hallen som akkrediteringscenter og lagerplads.

## Store begivenheder
- 1977 B-VM i håndbold
- 1987 VM i banecykling
- 1999 EM i volleyball
- 2002 EM-inde i atletik
- 2010 EM i Judo
- Seks gange til tennis landskampe i Davis Cup.